# آنتونیو ترانچینا
آنتونیو ترانچینا (انگلیسی: Antonio Tranchina؛ زادهٔ ۲۰ اکتبر ۱۹۸۷) بازیکن فوتبال اهل ایتالیا است.
از باشگاه‌هایی که در آن بازی کرده‌است می‌توان به باشگاه فوتبال پالرمو اشاره کرد.